# Phare de Tarpaulin Cove
Le phare de Tarpaulin Cove (en anglais : Tarpaulin Cove Light) est un phare actif situé sur Naushon Island, une de l'archipel d'Elizabeth Islands, dans le comté de Dukes (État du Massachusetts).
Il est inscrit au Registre national des lieux historiques depuis le 15 juin 1987 .

## Histoire
Construit sur le site d'un phare établi à titre privé au XVIIIe siècle, le phare actuel date de 1891. La maison d'un gardien construite à la même époque n'a pas survécu. Tarpaulin Cove se trouve sur la côte sud de l'île Naushon.
En 1759, Zaccheus Lumbert, propriétaire d'une taverne locale, installa un phare sur la rive ouest de l'anse pour le « public good of the Whalemen and Coasters. » Cette lumière a été maintenue jusqu'en 1807, lorsque le gouvernement a décidé d'y installer un phare. Cependant, en raison de problèmes de financement, aucune nouvelle lumière n’a été construite avant 1817, date à laquelle une tour a été construite sur le site, avec des résidences de gardiens.
Cette tour a été remplacée en 1856 par une tour de briques construite sur une fondation en béton. En 1890, une maison de gardien de phare a été construite et a été démoli en 1962. La tour elle-même a été remplacée en 1891 par une nouvelle tour en briques avec une lanterne en fonte, et une cloche anti-brouillard a également été ajoutée à l'installation. La station de brouillard a été détruite par l’ouragan de Nouvelle-Angleterre et n’a pas été remplacée.
La lumière a été automatisée en 1941 et, en 1967, une lentille de Fresnel de quatrième ordre a été installée. La station continue d’être une aide à la navigation et les installations sont gérées par la Cuttyhunk Historical Society.

## Description
Le phare actuel  est une tour cylindrique en pierre, avec une galerie circulaire et une lanterne de 8,5 m de haut, avec un petit local technique à sa base. La tour est peinte en blanc et la lanterne est noire. Il émet, à une hauteur focale de 24 m, un éclat blanc par période de 6 secondes. Sa portée est de 9 milles nautiques (environ 17 km).
Identifiant : ARLHS : USA-835 ; USCG : 1-15580 - Amirauté : J0470.
|                   |
| Elizabeth Islands |

|                |
| L'ancien phare |

### Lien connexe
- Liste des phares du Massachusetts